# Jean Louis de Viefville des Essarts
Jean Louis de Viefville des Essarts, baron de Viefville, né le 29 février 1744 à Malzy et mort le 13 décembre 1820 à Guise, est une personnalité française.
Avocat au Parlement de Paris occupant des fonctions importantes dans l'élection de Guise, Jean Louis de Viefville des Essarts est élu député du tiers-état aux états généraux de 1789. Député très actif fidèle au roi et à la Constitution, il est néanmoins engagé dans le combat pour l’abolition de l’esclavage. Sous l'Empire, il est membre du Conseil général de l'Aisne et maire de Guise.

## Biographie
Après ses études de droit, Viefville est avocat au Parlement de Paris et exerce, à Guise, les fonctions de procureur fiscal aux eaux et forêts et de Président du canton. Dès 1773, il est subdélégué de l'intendance du Soissonnais, à Guise.
En octobre 1787, il représente le tiers état à l'Assemblée provinciale du Soissonnais. Également maire de Guise, il se charge du bureau des travaux publics. L'élection de Guise manque de chemins vicinaux et d'un canal joignant l'Oise à la Sambre. Le pays est pauvre et les représentants ne peuvent faire face aux dépenses.

### Carrière politique
Le 21 mars 1789, dans la généralité de Soissons, il est élu deuxième député du tiers état du bailliage du Vermandois aux États généraux de 1789 est prête le serment du Jeu de paume, le 20 juin 1789.
Après la réunion des États généraux au sein de l'Assemblée constituante, il est membre du comité féodal, mais ne prend la parole qu'une fois, à propos de la discussion sur l'organisation du pouvoir judiciaire, pour tenter de différer l’application de l’article 7 du décret du 10 aout 1789, abolissant la vénalité des charges de judicature et de leur remboursement. Il se voit rappeler à l’ordre du jour, après avoir tenté de rouvrir le débat sur le projet présenté à l’Assemblée, non par approbation de cette institution, que lui-même avait sévèrement blâmée, à Guise et à Laon, pour ses abus, mais parce qu'il regardait comme impraticable, impossible le remboursement des charges de judicature. L’Assemblée nationale ne pouvait, selon lui, supprimer les offices dits judiciaires et déclarés inamovibles en principe, sans ruiner les magistrats, si on n’assurait aux ayant-droit une indemnité, estimée à 8 000 000 de livres. Le cout de cette proposition pour l’État la rendait irréalisable.
Dans une motion du 16 septembre 1789 sur la gabelle, il trouve cet impôt « révoltant et désastreux ». Il rappelle qu'il est le plus « odieux au peuple » et nécessite le financement d’« une armée de près de 60 000 hommes ». Du fait de cet impôt, des personnes sont régulièrement fouillées et des domiciles perquisitionnés. Du fait d'un acte de malveillance, une poignée de sel mise dans un local vous appartenant, un homme peut être jeté en prison. Il propose un échange un impôt réparti équitablement sur tous les contribuables privilégiés:15 et suiv..

#### Opposition à la nationalisation des biens du clergé
Le 23 octobre 1789, il s’oppose à la mise à disposition de la Nation des biens du clergé, sur le principe que les fidèles sont les propriétaires collectifs de ces biens, dont les membres du Clergé n’ont pris possession que par usurpation et dont ils ont paru être les propriétaires, alors qu'ils n'en étaient que les administrateurs. Il considère ce décret d’expropriation comme « un véritable anathème » et prédit que les « étrangers » et les « capitalistes » vont s'emparer d'une partie de ces biens et pressurer les cultivateurs. Pour le reste des terres de l'Église, il explique aussi que les grosses fermes gérées par l'Église sont plus productives que les petites propriétés, d'où une baisse assurée de la production nationale. Il prévient les députés que la vente des biens du clergé signifiera la fin du statut social des prêtres et le commencement des « malheurs de l'anarchie. »
Très soucieux, du fait des fonctions de son père et les siennes au sein de l'administration des eaux et forêts, du sort « des grandes et superbes forêts », qu’il voit « détruites et dévastées », il demande à ses collègues de réfléchir aux conséquences de la vente de 4 à 5 000 domaines importants sur la valeur des autres propriétés dans une France, où « le numéraire est rare ». Son dernier argument est de rappeler le rôle de l'Église envers les pauvres. Toutefois, s'il demande que le clergé reste propriétaire de ses biens, il préconise qu'ils soient très fortement imposés.

#### La marine
Le 14 janvier 1791, dans Idées sur l'organisation de la marine, et sur les changements & réformes dont elle est susceptible dans différentes parties, il propose des idées sur l'organisation de la marine : il critique le nombre excessif d'officiers généraux, demande que le nombre de vaisseaux soit ramené à 60, mais prêts à combattre. Le nombre d'amiraux et chefs d'escadre est de 62, soit selon lui 38 de trop et bien trop payés quand ils sont en mer. Il demande que les patrons de barques et autres officiers de la marine marchande deviennent officiers. Il préconise aussi la réduction du nombre d'officiers de port, des gouverneurs dans les colonies, et du corps de la plume, créé par Colbert. « Les Anglais avec une marine plus considérable ont un nombre moins considérable d'agents administratifs et ils suffisent ». Pour les consuls à l'étranger, il voit des négociants payés 2 000 livres remplacer les diplomates payés 20 000 livres. Il préconise aussi de retirer leurs titres de consuls à certains de nos ambassadeurs. Il propose de supprimer le port de Rochefort. Il précise que la France dépense 46 millions et les Anglais 56 millions, alors que leur marine compte 3 fois plus de navires et deux fois plus de marins.

#### L'esclavage
Le 11 mai 1791, Viefville des Essarts prononce un discours et dépose une proposition de loi demandant l'affranchissement des esclaves et supprimant la traite, mais l’Assemblée écarte les discussions sur ce plan.

#### Fidélité au roi et à la Constitution
Rentré dans ses loyers, après la session de la Constituante, il vivait dans la retraite. Jacques Mallet du Pan, dans le numéro du Mercure de France, du 8 octobre 1791, le compte parmi les députés qui « ont su maintenir la liberté de leurs idées ». Le Spectateur national, du 8 juillet 1791, indique que lui et Antoine-François Delandine sont les seuls députés de la gauche de l'Assemblée à y avoir conservé leurs idées.
Après la fuite de Varennes, il  distribue à tous ses collègues un écrit réclamant le respect des principes constitutionnels, la liberté de la famille royale et le maintien des droits du monarque. Lors de l’instruction du procès du roi, il élève la voix, le 10 décembre 1792, en faveur de l'infortuné Louis XVI et dans une pétition adressée dès au président de la Convention, affirme l'incompétence du jugement.
Arrêté à Guise, incarcéré à Laon, en prairial an II, et transféré à la prison du Luxembourg:458, et traduit au tribunal révolutionnaire, il n’aurait échappé à la guillotine qu’à la faveur d’une méprise sur son nom, avant de recouvrer la liberté, à la chute de Robespierre, le 9 thermidor an II:394.

## Ralliement à l’Empire
Ayant retrouvé, à sa sortie de prison, ses anciennes fonctions forestières en Picardie, il se tient à l'écart des discussions politiques, lorsque le coup d’État du 18 fructidor contre les royalistes amène sa destitution. Il ne doit qu’à ses amis la révocation d'un ordre d'arrestation et de déportation à Cayenne. Le coup d'État du 18 Brumaire, le 9 novembre 1799 le remet en selle et lui permet de rentrer dans l'administration dont il avait été éloigné. Rallié à l’Empire, il est nommé successivement maire de Guise, en 1800, Conservateur des Eaux et Forêts à Amiens en l'an X, membre du Conseil général de l'Aisne, qu’il a présidé pendant douze ans, président de canton. Jean Louis de Viefville des Essarts est par deux fois désigné par le collège électoral comme sénateur au Sénat conservateur. Il est fait baron de l'Empire, le 25 février 1813.
La Restauration lui enlève l’administration la 27e division des Eaux et forêts qu’il avait dirigée avec succès et désintéressement pendant 17 ans, ainsi que l’espérance de voir son fils puiné, qui lui avait été adjoint, et qu'il avait formé lui-même, lui succéder, tandis que la carrière du fils ainé est stoppée net.
Louis XVIII confirme néanmoins son titre de baron, le 29 juillet 1818. Il est définitivement anobli par lettres du 27 février 1819.
Jean Louis de Viefville des Essarts meurt à Guise, d'une crise de paralysie, le 13 décembre 1820, et est inhumé dans le cimetière de Malzy.

## Famille et descendance
Écartelé : aux 1 & 4, d'azur, à la palme d’argent posée en pal, accostée de 2 clefs d'argent, le tout soutenu de 3 coquilles d'or, rangées en fasce ; au 2, du quartiers des Barons Membres du Collège électoral ; au 3 de sinople à 3 besants d'argent, 3, 2 et 1.
Jean Louis de Viefville des Essarts est le fils de Pierre de Viefville (1713-1778), laboureur à Malzy et maire de Guise, et de Marie Marguerite Carlier (1716-1778), de Monceau. Il est cousin de Camille Desmoulins.
Jean Louis de Viefville épouse Denise Françoise Suzanne Charlotte des Forges des Essarts, née en 1755 dans une famille de Guise, « anoblie pour sa belle conduite lors du siège de la ville, en 1650:453 », et morte, le 5 novembre 1844, à Guise, à la suite de quoi il ajoute « des Essarts » à son patronyme.
Jean Louis de Viefville et Denise Françoise Suzanne Charlotte des Forges des Essarts ont eu trois fils :
- Le baron Jean-Louis-Rieul de Viefville des Essarts, auditeur auprès du ministre et la section de l'intérieur le 12 février 1809, auditeur en service ordinaire près le ministre et la section de l'intérieur en 1810, Auditeur en service extraordinaire et sous-préfet de l'arrondissement d'Orange en 1811 et 1812, Auditeur de première classe, préfet du Sègre, à partir de juin 1812, préfet de la Mayenne en novembre 1813, remplacé en juin 1814, préfet pendant les Cent-Jours, il est disgracié par la Restauration et ne retrouve un poste de préfet en Côte d'Or qu'en 1830-1831[18].
- Denis Louis de Viefville des Essarts (1783-1841), sous le 1er Empire, inspecteur des Eaux et Forêts sous les ordres de son père à Péronne (Somme) en 1810, puis à Saint-Quentin (Aisne) en 1812 ; par décret impérial du 5 mai 1813, nommé sous-inspecteur à Nienbourg dans le département des Bouches-du-Weser ; sous la Restauration, il revint reprendre son poste à Saint-Quentin[15] ; juge au tribunal de Saint-Quentin.
- François Georges Frédéric Auguste de Viefville des Essarts.
- Félicité Louise Suzanne de Viefville des Essarts, mariée à Robert du Chatelet[16].

## Hommages
Le maire de Malzy a fait fabriquer, en 2005, une plaque en bronze avec le portrait du baron Jean Louis de Viefville des Essarts, enfant de Malzy.

## Publications
- Jean-Louis Viefville des Essarts, Idées sur l'organisation de la marine : et sur les changements & réformes dont elle est susceptible dans différentes parties, Paris, Imprimerie nationale, 1791, 26 p. (lire en ligne sur Gallica).